# Throscogenius takhtajani
Throscogenius takhtajani là một loài bọ cánh cứng thuộc họ Throscidae. Loài này được Iablokov-Khnzorian miêu tả khoa học năm 1962.